# Икшкиле (остановочный пункт)
И́кшкиле (латыш. Ikšķile) — остановочный пункт на территории города Икшкиле в Огрском крае Латвии, на железнодорожной линии Рига — Крустпилс.

## История
Станция Икскюль была открыта в 1863 году в целях привлечения большего числа пассажиров на железнодорожную линию. Использовалась как промежуточное звено в доставке отдыхающих на Балдонский курорт.
В годы Первой мировой войны немецкими инженерными частями была проложена узкоколейка, соединившая станцию с позициями немецкой армии на левом берегу Даугавы. Линия доходила практически до Балдоне и заканчивалась в районе имения Ропажи. После окончания войны использовалась для доставки пассажиров в Балдоне.